# Cyrtonastes zazynthi
Cyrtonastes zazynthi é uma espécie de artrópode pertencente à família Chrysomelidae.